# Gedung Pancasila
O edifício Pancasila ou Gedung Pancasila (em indonésio:  Gedung Pancasila) é um edifício histórico localizado em Jacarta, na Indonésia. O nome Pancasila refere-se ao discurso proferido por Sukarno no edifício onde explicou o conceito de Pancasila, um conceito filosófico que seria o fundamento da Nação Indonésia, em 1 de junho de 1945. Construído no início da década de 1830, o edifício é um dos muitos marcos coloniais do século XIX em Jacarta. O edifício Pancasila pertence atualmente ao Ministério dos Negócios Estrangeiros da Indonésia.

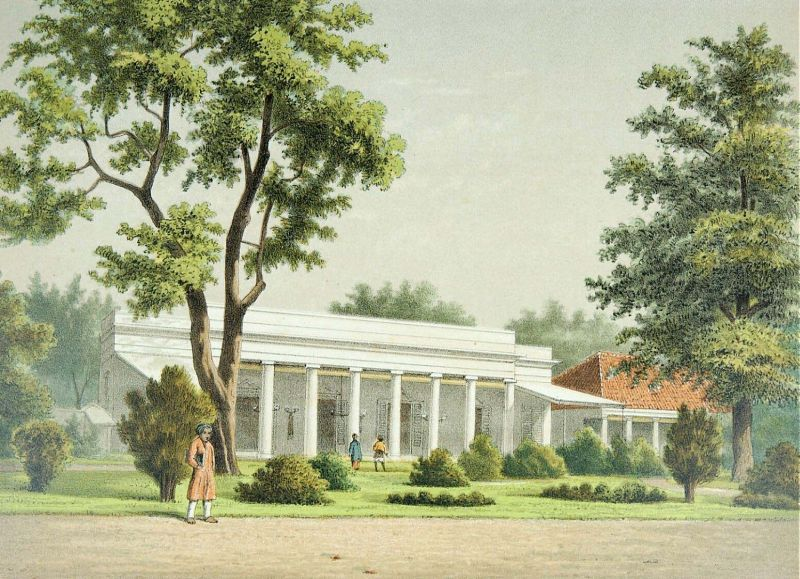
O edifício enquanto residência do comandante do Exército Real Holandês.

O edifício foi originalmente localizado no bairro de Weltevreden, uma parcela de terra adquirida por Cornelis Chastelein em 6 de março de 1697 no lado leste do Bovenstad (Upper Town), no que é agora a área a leste da Praça Merdeka. Foi construído na década de 1830 como residência de Hertog Bernhard (1792-1862), um alemão que também era comandante do exército real holandês. Foi desenhado num estilo neoclássico imperial na margem leste do Ciliwung. O parque adjacente e a rua Hertogspark (também chamado Jalan Pejambon) foram nomeados em sua homenagem.

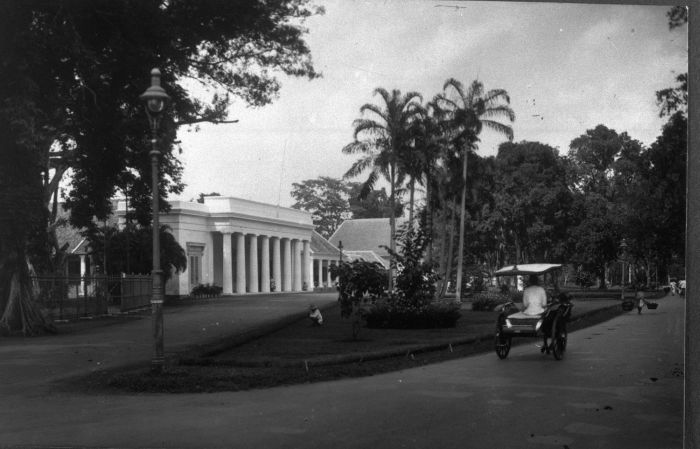
O edifício enquanto Volksraadgebouw no início do século XX.

Em 1918 o edifício albergou o Volksraad das Índias Orientais Neerlandesas, o primeiro conselho nacional que incluiu representação nativa indonésia. Recebeu o nome de Volksraadgebouw ou Edifício do Volksraad).
Com a dissolução do Volksraad durante a ocupação japonesa em 1942 o prédio foi proposto para o Comité de Investigação para o Trabalho Preparatório para a Independência.
Após o período de independência, no início de 1950, o edifício foi transferido para o Departamento de Estado e depois para o Ministério dos Negócios Estrangeiros. Foi renomeado Gedung Pancasila em 1 de junho de 1964. Durante a década de 1960 o imóvel foi usado para educar possíveis diplomatas. Hoje, o edifício é usado principalmente para cerimónias importantes do Ministério dos Negócios Estrangeiros, e foi o local da cerimónia oficial do 72.º aniversário da publicação do Pancasila, ocorrido em 1 de junho de 2017, com o presidente Joko Widodo a presidir à mesma.